# Estufa de querosè

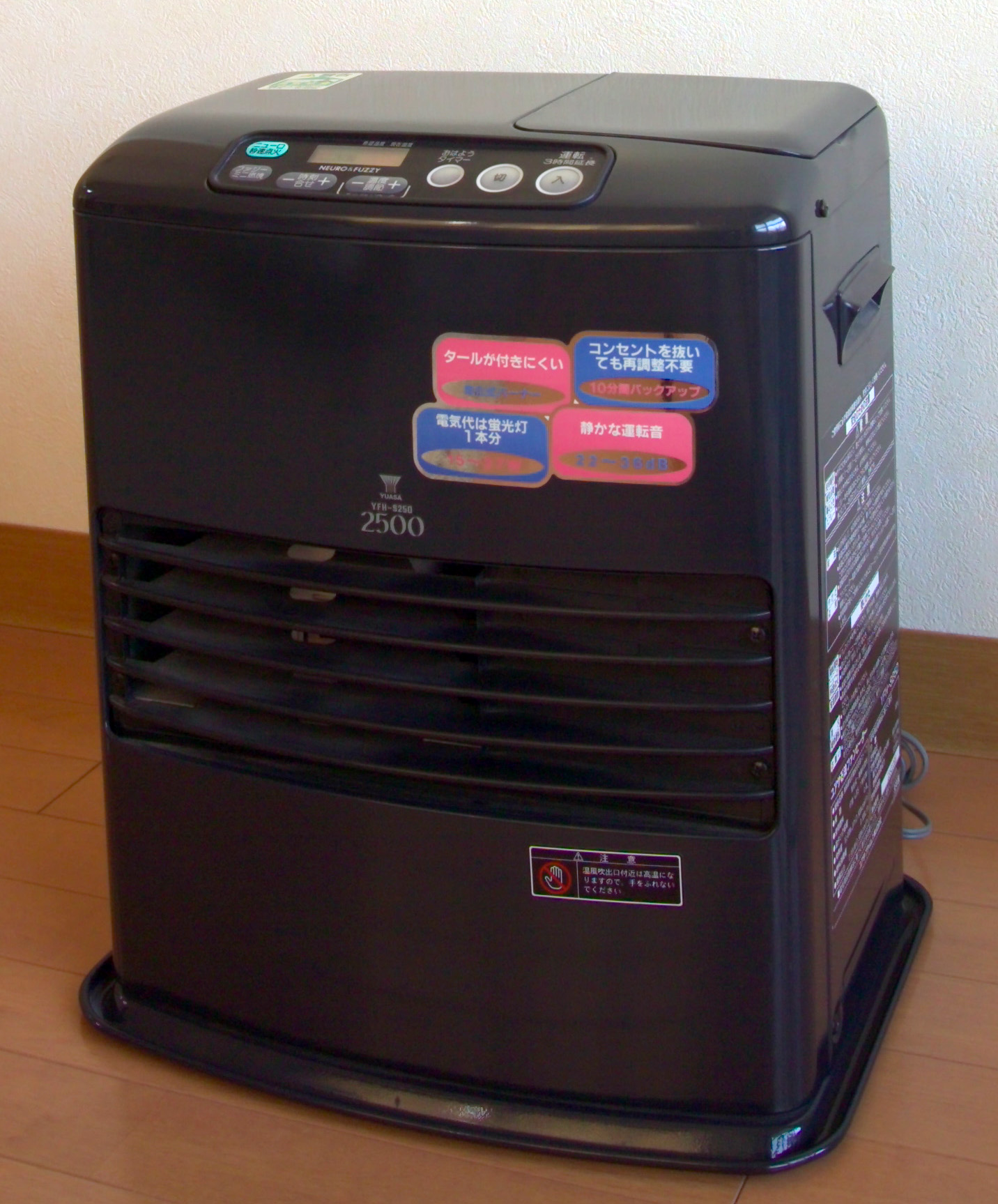
Estufa japonesa

Una estufa de querosè, també coneguda com a estufa de petroli, és un dispositiu de calefacció portàtil, sense ventilació, alimentat amb querosè. Als Estats Units s'utilitza principalment per a calefacció complementària o com una font de calor d'emergència durant un tall de llum. En alguns països, especialment al Japó, utilitza com a font primària de calor per la llar. La majoria de les estufes de querosè generen entre 3,3 i 6,8 kW (11.000-23.000 BTU per hora).

## Operació
Una estufa de querosè  funciona de forma molt similar a una gran làmpada de querosè. Amb una metxa circular feta de fibra de vidre s'integra en una unitat o "cremador" muntat sobre un dipòsit (ple de querosè). La metxa extreu el querosè del dipòsit per capil·laritat. Un cop encesa, la metxa emet flames dins l'element del cremador que escalfa l'aire per convecció o els objectes propers per radiació. El cremador està dissenyat per oxigenar i distribuir adequadament la flama. L'alçada de la flama és controlada fent pujar o baixar l'altura de la metxa exposada dins de la unitat del cremador a través d'un mecanisme d'ajustament actuat amb una rodeta. Si es vol apagar l'estufa per complet cal retreure la metxa cap a una cavitat dins del cremador fent extingir la flama.
Les estufes de querosè no requereixen electricitat per funcionar. La majoria de les estufes poden contenir una pila o un encenedor per encendre l'estufa sense necessitar cap llumí. Si l'arrencador deixa de funcionar, l'estufa encara pot ser encesa manualment.
La metxa requereix un manteniment de rutina. Normalment, si l'estufa de querosè es col·loca a "l'aire lliure" pot funcionar fins que es quedi sense combustible. El quitrà i altres dipòsits de restes de la combustió cremen la metxa. La metxa s'acabarà deteriorant fins al punt que caldrà ser reemplaçada.

## Aspectes de seguretat
Pel fet que les estufes de querosè generalment no tenen ventilació, tots els productes de la combustió s'alliberen en l'aire interior. Entre ells hi ha: sutge, diòxid de sofre, diòxid de carboni, amb possibilitat de monòxid de carboni. Una estufa mal ajustada, mal alimentada o mal mantinguda pot fer que s'alliberen més contaminants. L'ús d'una estufa en una llar amb poca ventilació, especialment en una llar moderna, ben aïllada, podria representar un risc per a la salut. La majoria dels fabricants suggereixen deixar una finestra entreoberta. Les estufes de querosè no han de quedar mai sense vigilància, especialment durant el son. Una estufa de querosè, com qualsevol estufa que utilitza combustible orgànic, quan s'acaba l'oxigen pot produir grans quantitats de sutge i monòxid de carboni. L'incompliment d'aquestes precaucions pot resultar en asfíxia o intoxicació per monòxid de carboni.
Les superfícies calentes de l'estufa poden representar un risc d'incendi i cremades. La flama oberta planteja un risc d'explosió en els ambients on els vapors inflamables puguin estar presents, com per exemple en un garatge. L'ús de combustible inadequat o contaminat pot causar un mal rendiment, un incendi o una explosió. Hi ha els riscos habituals de l'emmagatzematge de querosè i també en tornar a omplir l'estufa, cal fer-ho amb cura.

## Estufes làser
Les modernes Estufes làser fan servir querosè i tenen pocs o cap perill referents a la seguretat com s'ha indicat anteriorment. Es desactiva quan hi ha nivells perillosament baixos d'oxigen a l'habitació. A més, com un tipus especial de purificació s'utilitza querosè com a combustible, que es crema en gairebé amb un 100% d'eficiència, fent que l'estufa no faci gairebé cap olor, i sigui eficient i segura per al seu ús en espais interiors.